# Camaleón Ediciones
Camaleón Ediciones, anomenada inicialment Patxarán Ediciones, va ser una editorial bàsicament de còmic i revistes d'informació ubicada a Barcelona va ser fundada per Juan Carlos Gómez i Alex Samaranch el 1992, i va tancar a finals del 1998.
Patxarán Ediciones, va començar editant còmic d'autors de l'estat espanyol com Ambigú de Santiago Sequeiros, Keibol Black de Miguel Ángel Martín, serialitzat a La Crónica de León fins al 1987 i Gorka de Sergi San Julián. El 1993 Camaleón va iniciar l'edició de la paròdica Dragon Fall de Nacho Fernández González/Álvaro López, aquesta sèrie va ser un gran èxit, Mondo Lirondo (1993-97) de José Miguel Álvarez, Albert Monteys, Ismael Ferrer i Álex Fito, i Mr. Brain presenta (1993-1997), de Pep Brocal, Manel Fontdevila i Padu.
Al cap d'un any es varen començar a publicar revistes d'informació de còmic com "Neko", dedicada al manga, i "Slumberland" (1995-1998), també es va publicar la col·lecció "Los libros de Camaleón", composta per monografies dedicades a la cultura popular. Al mateix temps continuava editant còmic books com Tess Tinieblas (1995-97) de Germán García; Manticore (1996) de Josep Busquet i Ramón F. Bachs, etc. En aquest mateix any es va fer càrrec de la publicació dels fanzines teorics "Dolmen" i "U, el Hijo de Urich" i dels de còmics "Nosotros Somos Los Muertos" de Max i Pere Joan i "rAu", obra del col·lectiu Producciones Peligrosas (Artur Díaz Laperla, Marcos Morán, Nacho Antolín, Jordi Borrás i Marcos Prior).
El desembre del 1998, el seu director Toni Guiral, que s'havia incorporat a l'equip juntament amb la també editora Ana María Meca, tots dos provenien de la plantilla de l'editorial Planeta deAgostini, varen anunciar el tancament per falta de rendibilitat econòmica. El gener de l'any seguen, es varen publicar els últims títols i l'equip es va concentrar en l'anomenat Estudio Fénix, el responsable de la producció editorial de Camaleón i també proveïdor de serveis per altres editorials del sector.